# جامع الشيخ محمد
جامع الشيخ محمد، وهو جامع تاريخي من مساجد العراق الأثرية، ويقع في محلة حمام المنقوشة في شارع فاروق القديم بمدينة الموصل، وسمي نسبة للشيخ محمد لأن المسجد كان في أول بناؤه مرقدا لهُ، وهو أحد شيوخ الموصل، وفي عام 1084هـ هدم وبني الجامع من قبل الحاج منصور التاجر بن حسين، وهو أخ عمر الأسود باني جامع عمر الأسود والذي بناهُ بعده، وتوجد في المصلى محراب قديم، وفيهِ قبة وفي الجامع غرفة مربعة الشكل يوجد بداخلها ضريح ومرقد الشيخ محمد، ولقد جدد بناء الغرفة من قبل الحاج منصور عام 1090هـ بعد انتهائهِ من عمارة الجامع.
وفي عام 1347هـ/ 1928م، هدم الجامع ثم أعيد بناؤه، ووضعت أعلاه مئذنة على برج من الحديد.